# Ruddy Mpassi
Ruddy Mpassi est un footballeur franco-congolais né le 9 décembre 1989 à Brazzaville en République du Congo. Il évolue soit au poste de milieu offensif, soit au poste d'attaquant.

## Carrière
Après avoir intégré le centre de formation de l'AS Nancy-Lorraine, il signe au Dijon Football Côte-d'Or. En 2010, il manifeste sa volonté de jouer pour l'équipe du Congo de football et en août 2010 il est appelé pour la première fois en équipe nationale de football du Congo pour les éliminatoires de la Coupe d'Afrique des Nations de football 2012 . En janvier 2011, il signe au Club Deportivo Atlético Baleares.

## Référence(s)
1. 1 2